# Светослав Попов
Светослав Николов Попов е български офицер, генерал-майор.

## Биография
Светослав Попов е роден на 1 октомври 1889 г. в Пловдив. През 1908 г. завършва Военното училище в София, на 2 август 1908 г. е произведен в чин подпоручик и започва да служи в седми артилерийски полк. След това служи последователно в 3-ти артилерийски полк, 24-и артилерийски полк и 3-ти полско артилерийско отделение, като от 22 септември 1911 г. е поручик, от 18 май 1915 г. е капитан, на 1 януари 1919 г. е произведен в чин майор, а от 6 май 1923 г. е подполковник. През 1926 г. е назначен за началник-щаб на четвърта пехотна преславска дивизия, на 23 септември 1928 е произведен в чин полковник, а от 1929 г. началник-щаб на седма пехотна рилска дивизия, а по-ксъно същата година е назначен на служба в Щаба на войската. В периода 25 май 1931 – 10 юни 1932 г. е командир на девети пехотен пловдивски полк. През 1932 г. става инспектор на класовете във Военното училище, по-късно същата година е назначен за началник на отделение в Щаба на войската, а през 1934 г. е назначен за началник-щаб на 2-ра военна инженерна област.

През 1935 г. полковник Попов е назначен за директор на Географския институт и секретар на Висшия съвет за народна отбранаref>МЗ № 87 от 1935 г.</ref>. От края същата година е началник на Военната академия и командир на втора пехотна тракийска дивизия. На 6 май 1936 г. е произведен в чин генерал-майор и по-късно същата година е назначен за началник на канцелария в Министерството на войната. Уволнен е от служба в началото на 1938 година.

## Военни звания
- Подпоручик (2 август 1908)
- Поручик (22 септември 1911)
- Капитан (18 май 1915)
- Майор (1 януари 1919)
- Подполковник (6 май 1923)
- Полковник (23 септември 1928)
- Генерал-майор (6 май 1936)

## По-важни трудове
- Попов, Светослав. Критически разборъ: на германския оперативенъ планъ. Т. 83.   София, Армейски военно-издателски фондъ, 1933. с. 223.
- Попов, Светослав. Развитието на оперативното изкуство. Т. 89.   София, Армейски военно-издателски фондъ, 1935. с. 280.
- Попов, Светослав. Фронталниятъ маньовъръ. Т. 96.   София, Армейски военно-издателски фондъ, 1936. с. 388.